# Union-Klub

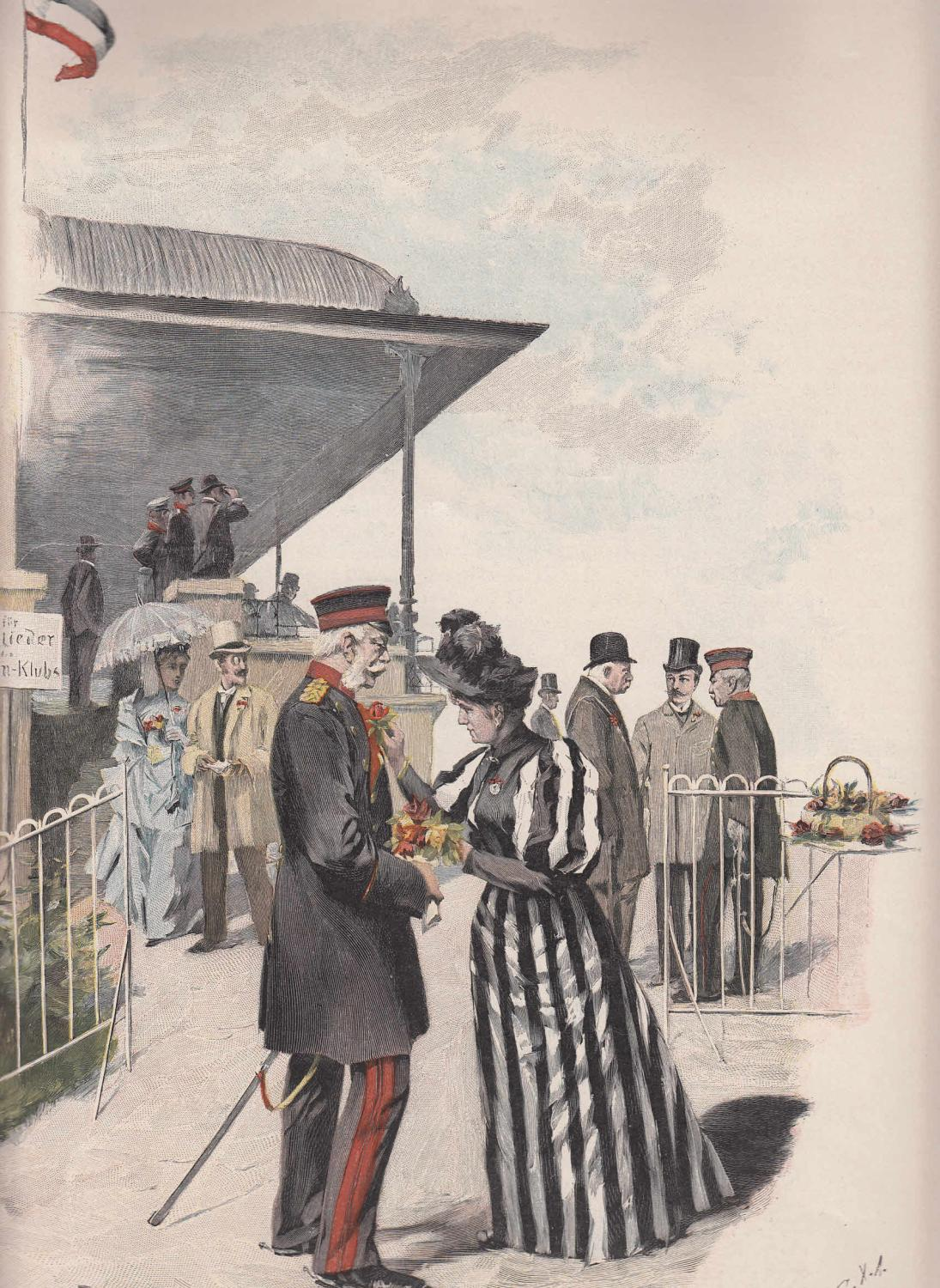
1893: „Am Tag der ‚Union‘ im Hoppegarten“; Ansicht vor der Zuschauertribüne des Union Clubs;
kolorierter Holzstich von Richard Bong nach Carl Hermann Küchler

Der Union-Klub war eine von 1867 bis 1945 in Berlin beheimatete Organisation für Pferderennen, die ähnlich wie der englische Jockey Club die bis dahin zersplitterte Landschaft von Pferderennen in Deutschland einheitlich organisierte. Der aristokratische Klub spielte eine große Rolle im gesellschaftlichen Leben des Deutschen Kaiserreiches und der Weimarer Republik. Nach 1945 wurde der Klub in Westdeutschland neu errichtet.

## Geschichte
Der Union-Klub wurde am 15. Dezember 1867 in Berlin im Hotel de Rome am Boulevard Unter den Linden von einer Gruppe von 36 führenden Vertretern des Pferdesports aus verschiedenen Gegenden Deutschlands gegründet. Hintergrund der Klubgründung war das Bestreben eine Körperschaft zu schaffen, die den Betrieb des Pferdesports, speziell das Rennwesen und die Pferdezucht, in den verschiedenen deutschen Einzelstaaten auf eine einheitliche Weise ordnen und systematisieren sollte. Der Name des neuen Klubs sollte den Willen der neuen Vereinigung zum Ausdruck bringen, seine Tätigkeit in allen Gebieten – des damals noch nicht staatlich geeinten – Deutschlands zu entfalten, dabei einen engen Zusammenhalt aller Interessenten herbeizuführen und die damals rund 50 Rennvereine und Rennplätze unter einem gemeinsamen Dach zusammenzuschließen.
Die Idee zu der Klubgründung war auf den Sportjournalisten Fedor André, Verleger der Fachzeitschrift Der Sporn, zurückgegangen. Als erster Klubpräsident wurde Hugo zu Hohenlohe-Öhringen, Herzog zu Ujest, damals Oberhaupt des Hauses Hohenlohe und Mitglied des Preußischen Herrenhauses, gewählt. Eines der ersten Mitglieder des Klubs war der damalige preußische Ministerpräsident Otto von Bismarck, zu dessen politischen Kampfgenossen die meisten Klubmitglieder gehörten. Außer zahlreichen Vertretern der aristokratischen Oberschicht, die von der Kaiserzeit bis 1945 den Stamm des Klubs bildete, gehörten ihm stets auch die meisten in Berlin akkreditierten ausländischen Botschafter und Gesandten an. Letzterer Umstand war wahrscheinlich der Grund, weswegen der Klub auch nach dem Machtantritt der Nationalsozialisten weitgehend unangetastet weiterbestehen durfte.
Eine der Hauptbestrebungen des Klubs bestand darin, die Zucht von Vollblutpferden auf eine verbindliche Grundlage zu stellen, wobei man sich am britischen Vorbild orientierte, und die Berechnungsregeln für Pferderennwetten, besser bekannt unter Bestimmungen des Berliner Union-Klubs.
Charakteristisch für die Organisationsstruktur und den Habitus des Klubs war sein exklusiver Zuschnitt: So war die Mitgliedschaft Vertretern der gesellschaftlichen (und finanziellen) Oberschicht vorbehalten, wobei unter anderem hohe Mitgliedsgebühren sicherstellten, dass man „unter sich“ blieb. Frauen waren ebenfalls grundsätzlich nicht zugelassen. Hieraus ergab sich, dass der Klub häufig als ständischer Zusammenschluss der „Junker“, als monarchistische Einrichtung und reaktionärer Geheimbund kritisiert wurde.
Die Räumlichkeiten des Union-Klubs waren in repräsentativer Weise für einen distinguierten und eleganten Gesellschaftsbetrieb mit feudalem Ambiente eingerichtet: So konnten Klubmitglieder in ihnen nicht nur jederzeit Mahlzeiten einnehmen, sondern es fanden in ihnen auch regelmäßig vornehme Dinners und Empfänge statt. Nach dem Vorbild englischer Klubs verfügte man über eine hervorragende Küche und einen erlesenen Weinkeller.
Nach dem Zweiten Weltkrieg wurde der Klub in Westdeutschland als Rennveranstalter wieder in Betrieb genommen. 2005 meldete er als Veranstalter der Rennen auf der Galopprennbahn Hoppegarten Insolvenz an.

## Nachfolgeorganisation
Das Exekutivorgan des Union-Klubs war die sogenannte ‚Oberste Behörde‘. Nach dem Zweiten Weltkrieg wurde 1947 als Nachfolgeorganisation der Obersten Behörde das Direktorium für Vollblutzucht und Rennen mit Sitz in Köln-Weidenpesch gegründet.

## Bekannte Klubmitglieder
- Otto von Bismarck, Reichskanzler
- Franz von Papen, Reichskanzler
- Victor von Podbielski, preußischer Landwirtschaftsminister
- Fedor von Rauch, Oberstallmeister der Könige von Preußen und Deutschen Kaiser
- Otto Suermondt, Rittmeister und Herrenreiter
- Adalbert von Francken-Sierstorpff, Vorstandsmitglied

## Präsidenten des Klubs
- 1867–1874 Hugo zu Hohenlohe-Öhringen
- 1874–1893 Viktor von Ratibor
- 1893–1910 Christian Kraft zu Hohenlohe-Öhringen
- 1910–1923 Hans Heinrich von Pleß
- 1923–1931 Adolf von Arnim
- 1931–1932 Lubbert von Westphalen
- 1932–1934 Hermann von Hatzfeldt-Wildenburg
- 1934–1945 Franz von Papen